# معركة تروينا
معركة تروينا(بالإنجليزية: Battle of troina) هي معركة وقعت في وادي تروينا الواقع بجزيرة صقلية الإيطالية وهي مرحلة من حملة قوات الحلفاء على إيطاليا خلال معارك الحرب العالمية الثانية ودارت آحداث المعركة خلال الفترة من 2 أغسطس 1943 إلى 6 أغسطس 1943 وشاركت فيها من جانب الحلفاء قوات الفوج الثانى الكندى والفرقة 78 البريطانية ضد قوات من المانيا النازية وإيطاليا الفاشية.

## وصلات خارجية
- أحياء زكرى المعركة على اليوتيوب

https://youtu.be/2LQqaiaVWsU